# Biatora troendelagica
Biatora troendelagica är en lavart som beskrevs av Håkon Holien och Christian Printzen. Biatora troendelagica ingår i släktet Biatora, och familjen Ramalinaceae. Arten har ej påträffats i Sverige.